# 必赤合
必赤合（?—?），元朝公主，元宪宗蒙哥之女，斡兀立·秃忒迷皇后所生之女。
必赤合嫁给了弘吉剌部斡勒忽讷氏的首领术真伯（又称扎兀儿薛禅），术真伯是泰出驸马之子、成吉思汗的母亲訶額侖的外甥的驸马。泰出驸马娶成吉思汗和孛儿帖所生幼女阿勒塔伦（按塔伦）。术真伯之前娶必赤合的姐姐失邻，失邻之后，术真伯又娶必赤合。